# Francisco Zudanel

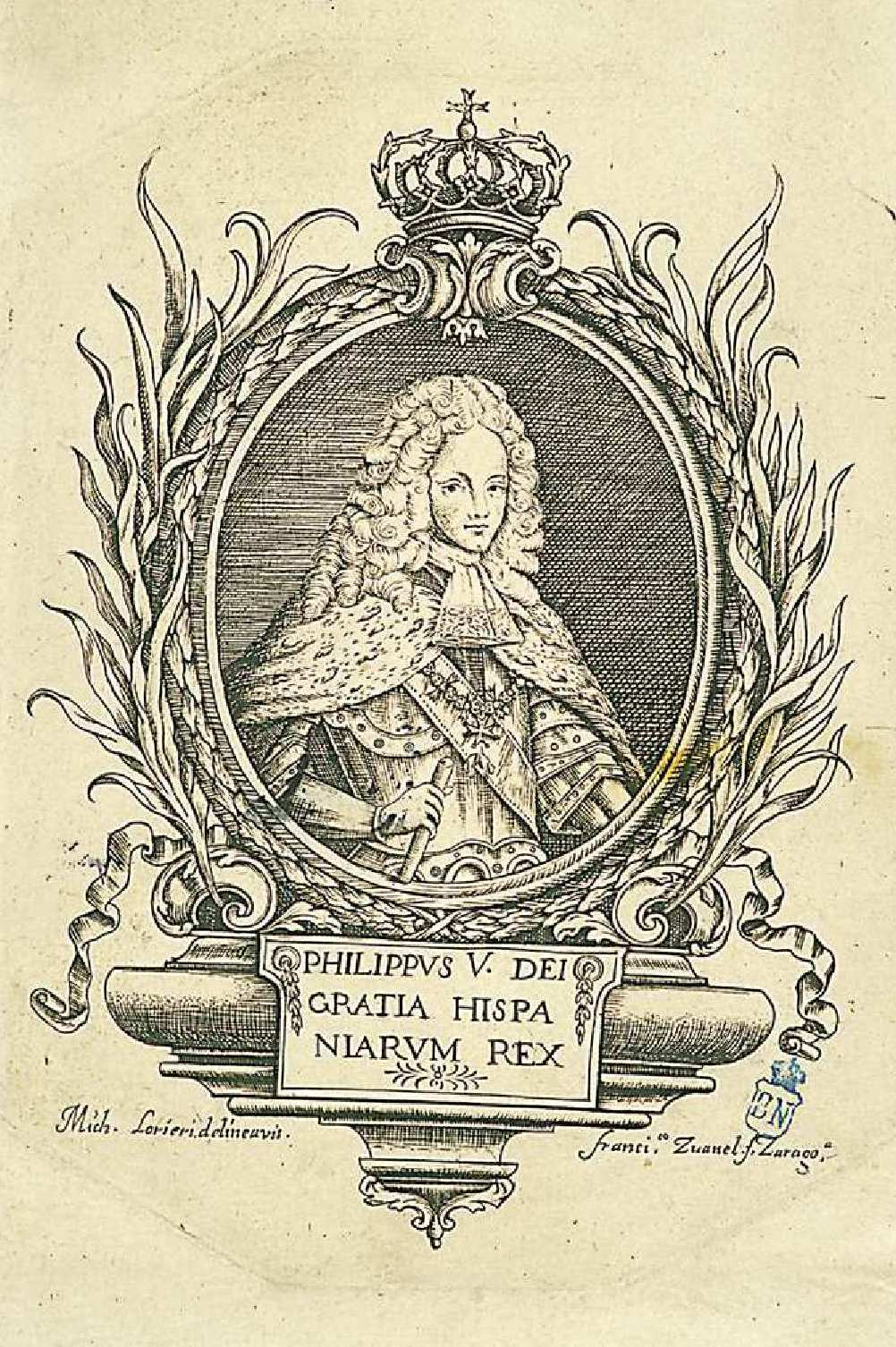
Retrato de Felipe V, grabado calcográfico de Francisco Zudanel por dibujo de Miguel Lorieri. Inscripción: «philippvs v. dei gratia hispaniarvm rex. Biblioteca Nacional de España.

Francisco Zudanel y Luna o Zuanel (fl. 1715-1740) fue un platero y calcógrafo activo en Zaragoza.
Maestro y suegro de Carlos Casanova, se le conocen retratos, portadas de libros y estampas sueltas de devoción abiertas a buril, como la de San Joaquín por dibujo de José Ramírez, de la que existe ejemplar en el Museo de Historia de Madrid. De los primeros destaca el retrato de Felipe V por dibujo de Miguel Lorieri, hoja de grabado tras la portada de la Descripción histórico panegírica de las solemnes demonstraciones festivas de la Santa Iglesia Metropolitana y Augusta Ciudad de Zaragoza, en la translación del Santíssimo al Nuevo Gran Templo de Nuestra Señora del Pilar escrita por... Fr. Ioseph Antonio de Hebrera, Zaragoza, por los heredero de Manuel Román, 1719, donde también es de Zudanel el grabado de portada, con el escudo del cabildo metropolitano de Zaragoza reutilizado con retoques como portada en alguna otra publicación de los mismos heredero de Manuel Román, impresores del cabildo zaragozano.
Otros dos retratos, en este caso póstumos y destinados a libros de exequias, son los de fray Antonio Arbiol, por dibujo de Francisco del Plano para El Místico candelero del seráfico tabernaculo: parentación honoraria en las solemnes exequias que celebró el real co[n]vento del patriarca S. Francisco de la... ciudad de Zaragoza, a la immortal memoria del Rmo. y V.P.M. Fr. Antonio Arbiol y Diez..., con el sermón predicado por fray Joseph Diego de Lucía impreso por Esteban Gaget, 1726, y el del obispo Manuel Pérez de Araciel, ilustración de Tierna y piadosa memoria en las exequias del ilustrissimo señor don Manuel Pérez de Araciel y Rada ... : explicada en una breve noticia de su vida, virtudes, muerte y sepultura de Tomás Magdalena, Zaragoza, 1727, y reutilizado en Panegyrico funeral en la solemne translación de el v. cadáver de... Manuel Pérez de Araciel y Rada, Arzobispo de Zaragoza, que en... Alfaro... celebraron sus herederos executores en 7 de noviembre de 1729, con el sermón pronunciado para la ocasión por fray Jerónimo García.